# John Fremantle (4e baron Cottesloe)
John Walgrave Halford Fremantle (2 mars 1900 - 21 avril 1994) est un aristocrate britannique et un fonctionnaire. Il est président du Conseil des arts de Grande-Bretagne et du South Bank Theatre Board.

## Biographie

### Jeunesse
John Fremantle est né à Holton Park, Oxfordshire, le 2 mars 1900. Il est le fils du colonel Thomas Fremantle (3e baron Cottesloe) et de son épouse Frances Tapling, fille de l'industriel Thomas Tapling Senior et sœur du député Thomas Tapling (en) Jr. Il fait ses études à New Beacon, Collège d'Eton, et Trinity College, Cambridge . À Cambridge, il est membre de l'University Pitt Club . Il rame pour le Cambridge University Boat Club à la fois dans la course de bateaux de 1921 et dans la course de bateaux de 1922, remportant les deux fois, et est diplômé de Cambridge en 1925 avec une maîtrise ès arts (MA).

### Carrière
Il sert comme lieutenant-colonel du 21e Régiment LAA, Artillerie royale de 1939 à 1965 et sert pendant la Seconde Guerre mondiale, recevant la décoration territoriale.
Il est membre du Parti conservateur du Conseil du comté de Londres représentant Hampstead de 1945 à 1955 .
Il devient baron Fremantle et baron Cottesloe à la mort de son père le 19 juillet 1956. Il est sous-lieutenant de Londres de 1951 à 1976 et est investi Chevalier Grand-Croix de l'Ordre de l'Empire britannique (GBE) en 1960. Il est président du Conseil des arts de Grande-Bretagne de 1960 à 1965.
Le Cottesloe, l'un des trois théâtres du complexe National Theatre de Londres, est nommé en son honneur.

### Vie privée
Il épouse Lady Elizabeth Harris, fille de James Harris (5e comte de Malmesbury) et de Dorothy Gough-Calthorpe, le 16 février 1926. Lady Harris est une cousine éloignée de Fremantle grâce à leur ascendance nord-américaine britannique commune - toutes deux sont descendantes de différents membres de la famille hollandaise américaine Schuyler qui sont loyalistes pendant la guerre d'indépendance américaine.
Ils ont deux enfants :
- John Fremantle (5e baron Cottesloe)
- Ann Fremantle, épouse Timothy Brooks

Lord Cottesloe et Lady Elizabeth divorcent en 1944.
Il se remarie à Gloria Jean Irene Dunn  fille de WE Hill, le 26 mars 1959. Ils ont trois enfants :
- Edouard Fremantle
- Elizabeth Fremantle
- Flore Fremantle.

Il est décédé en 1994.